# Il fantasma nella rete
Il fantasma nella rete. La vera storia dell'hacker più ricercato del mondo (titolo originale Ghost in the Wires: My Adventures As the World's Most Wanted Hacker) è l'autobiografia di Kevin Mitnick.
La biografia parte dalla nascita fino al suo ultimo arresto nel 1995. Mitnick inizia a 10 anni con i primi hack dei telefoni, per poi progredire gradualmente clonando cellulari, intercettando chiamate, copiando i sorgenti del Vax/Vms della Digital e altre azioni.
Il libro narra soprattutto la sua grande capacità di ingegnere sociale e le varie trappole che l'Federal Bureau of Investigation gli tende al fine di catturarlo.